# Napoléon Gourgaud (homme politique)
Pour les articles homonymes, voir Napoléon Gourgaud.
Pour les autres membres de la famille, voir Famille Gourgaud.
Louis-Napoléon-Marie-Hélène, baron Gourgaud (26 mars 1823, Paris - 11 avril 1879), est un industriel et homme politique français.

## Biographie
Fils du général Gaspard Gourgaud et petit-fils du comte Pierre-Louis Roederer, il devient capitaine de la garde nationale de Paris, puis écuyer de Napoléon III. 
Il est propriétaire du Château de la Grange et maire de Yerres (Seine-et-Oise).
Il est enterré au cimetière du Père-Lachaise (23e division).

### Politique
Il se présente, le 24 mai 1869, avec l'appui officiel du gouvernement, comme candidat au Corps législatif dans la 3e circonscription de la Haute-Saône : il est élu député au Corps législatif de 1869 à 1870 avec 9866 voix, contre 8067 voix au député sortant, Alfred de Marmier, orléaniste.
Il est battu au second tour des législatives de 1870 contre Alfred de Marmier, et à nouveau battu en 1876 et 1877 contre Claude-Marie Versigny.
Faute de majorité, un second tour eut lieu le 6 juin; il y eut 20,850 votants; 10,392 voix se portèrent sur le nom de M. Gourgaud et 10,386 sur celui de M. de Marmier. Mais cette élection, vivement attaquée par l'opposition, fut invalidée, et les électeurs, convoqués à nouveau le 17 janvier 1870, ne donnèrent plus que 8,845 voix a M. Gourgaud contre 11,387 à M. de Marmier, qui reprit sa place au Corps législatif.

### Industriel
Fils unique de Marthe Roederer, décédé en 1823, il devient l'un des principaux actionnaires et est administrateur dans la société familiale des Manufactures de glaces et verres de Saint-Quirin, Cirey et Monthermé.

### Vie familiale
Auditeur au Conseil d'Etat, Napoléon Gourgaud se marie le 15 janvier 1857 avec Alexandrine-Victoire-Catherine Melin-Ramond du Taillis (1836-1915), petite-fille par adoption du général-comte du Taillis, dont descendance :
- Marie-Honoré-Gaspard-Napoléon Gourgaud (1858-1918), conseiller général et maire d'Yerres, époux d'Henriette Chevreau (1857-1940), fille du préfet et ministre Henri Chevreau, d'où 
  - Napoléon Gourgaud (1881-1944), collectionneur, mécène et fondateur des "musées napoléoniens" de l'île d'Aix ;

- Marie-Jean-Gaspard-Étienne Gourgaud (1860-1909), dit comte du Taillis, conseiller général, marié à Mlle Louisa-Claire-Elise) Cahen d'Anvers, d'où descendance: 
  - Marie-Catherine-Jeanne-Irène Gourgaud mariè avec Ferdinand-Ignace-Albert Warschawsky ,
  - Marie-Raphaëlle-Jeanne-Catherine Gourgaud mariè a Jacques-Hermann-Robert-Anthony de Souza,
  - Robert Gourgaud (1895-1964) marié à  Emma-Lucienne Haas,
  - Marie Gourgaud marié à Davide Panizzolo,
  - Margueritte Gourgaud marié à Marcel-Lionel de Tastes,
  - Marie-Hélène-Catherine-Raphaëlle Gourgaud

- Marie-Amédée-Nicolas-Maurice Gourgaud (1864-1932) ;
- Marie-Alexandre-Napoléon-Robert Gourgaud (1867-1956).

## Sources
- « Napoléon Gourgaud (homme politique) », dans Adolphe Robert et Gaston Cougny, Dictionnaire des parlementaires français, Edgar Bourloton, 1889-1891 [détail de l’édition]